# Arizelopsar femoralis
Arizelopsar femoralis là một loài sáo thuộc họ Sáo. Loài này có ở Kenya và Tanzania. Môi trường sống tự nhiên của loài này là rừng vùng núi ẩm nhiệt đới hoặc cận nhiệt đới. Chúng hiện đang bị đe dọa vì mất môi trường sống, và số lượng cá thể loài hiện nay ước tính khoảng 2500–9999. Loài này có chiều dài từ 16 đến 18 cm (6,3 đến 7,1 in), là loài sáo có kích thước nhỏ nhất. Chúng là loài duy nhất của chi Arizelopsar.
Tên của loài được đặt nhằm tưởng nhớ William Louis Abbott (1860-1936), nhà tự nhiên học và nhà sưu tập người Mỹ, người đã có những nghiên cứu về động vật hoang dã của khu vực Indomalaya.

## Thức ăn
Arizelopsar femoralis ăn côn trùng và quả, trong đó có quả của Cornus volkensii.

## Mô tả
Arizelopsar femoralis có đầu màu đen, vùng lông dưới ngực màu vàng sáng và mắt vàng.